# Pizza connection
Pizza Connection fu un'inchiesta giudiziaria sul traffico di droga condotta negli Stati Uniti d'America dall'FBI tra il 1979 e il 1984.
All'indagine collaborarono a più riprese anche alcuni appartenenti alla magistratura italiana, tra i quali vanno ricordati in particolar modo i magistrati Giovanni Falcone e Giusto Sciacchitano, già membri del pool antimafia a Palermo.

## Storia

### Il traffico di droga
Nella seconda metà degli anni settanta i mafiosi palermitani Nunzio La Mattina, Tommaso Spadaro e Giuseppe Savoca acquistavano grosse partite di morfina in Svizzera dal trafficante turco Musullulu Yasar Avni per conto delle altre Famiglie mafiose e la trasportavano, via mare o via terra, a Palermo e nelle vicinanze, dove erano attive numerose raffinerie illegali di eroina comuni a tutte le Famiglie: nel 1980 gli inquirenti ne scoprirono per la prima volta una in contrada Piraineto di Punta Raisi e un'altra a Trabia, gestite dal mafioso Gerlando Alberti, che venne arrestato insieme a tre chimici marsigliesi che lavoravano per lui; nel 1982 sarà scoperta un'altra raffineria, a Palermo, in via Messina Marine, gestita dal mafioso Pietro Vernengo. 
Nel marzo 1980 avvenne uno dei più clamorosi sequestri di eroina dell'epoca: un carico di 40 kg venne ritrovato a Cedrate di Gallarate (VA) nascosto nelle custodie dei dischi di Esmeralda Ferrara, una cantante di Bagheria, che faceva frequenti viaggi negli Stati Uniti per conto di Emanuele Adamita, della famiglia mafiosa dei Gambino di New York.
Secondo i collaboratori di giustizia Tommaso Buscetta e Salvatore Contorno, il traffico di eroina era gestito esclusivamente da mafiosi siciliani vicini ai Corleonesi (capeggiati dal boss Salvatore Riina) che si erano trasferiti negli States (Salvatore Catalano, Gaetano Mazzara, Giuseppe Ganci, Salvatore Mazzurco, Salvatore Lamberti, Frank Castronovo e Salvatore Greco) mentre il collaboratore di giustizia Francesco Marino Mannoia sostenne che il traffico di droga con gli USA sarebbe stato gestito (fino al suo omicidio per mano dei Corleonesi nel 1981) dal boss Stefano Bontate ed aveva come terminali i fratelli John e Rosario Gambino di Brooklyn, circostanza invece negata da Buscetta e Contorno. Secondo un altro collaboratore di giustizia, Leonardo Messina, se Famiglie o mandamenti di più province dovevano intervenire finanziariamente nel traffico di stupefacenti, "la gestione era dei palermitani": «[...] il mandamento chiama la Famiglia alla quale domanda se vuole partecipare al traffico [...] Qualcuno ha partecipato a titolo personale. [...] Le Famiglie mettono i soldi, per traffici che avvengono a Palermo, a Roma, a New York, e via dicendo. [...] Ci sono persone che hanno messo 200 milioni ed oggi hanno 200 miliardi [di lire]».

### La rete di distribuzione e il riciclaggio del denaro
L'eroina prodotta veniva mandata in Nordamerica e in Europa: secondo dati ufficiali, in quel periodo i mafiosi siciliani avevano il controllo della raffinazione, spedizione e distribuzione di circa il 30% dell'eroina consumata negli Stati Uniti. Tutte le transazioni economiche che riguardavano il traffico di eroina si svolgevano presso banche di Lugano e Zurigo, dove il denaro ricavato, attraverso conti correnti, veniva trasferito dagli Stati Uniti ed incassato dai mafiosi siciliani, che lo rendevano disponibile per altri acquisti di morfina base: i responsabili del riciclaggio dei profitti in Svizzera erano i mafiosi Leonardo Greco, Alfonso Caruana e Pasquale Cuntrera, che si servivano di insospettabili imprenditori, agenti di cambio e consulenti finanziari (Vito Roberto Palazzolo, Adriano Corti, Franco Della Corte, Oliviero Tognoli e Salvatore Amendolito), i quali aprivano società e conti bancari in territorio elvetico per il trasferimento del denaro sporco.
La rete di distribuzione dell'eroina negli Stati Uniti era pure costituita da alcuni mafiosi siciliani emigrati durante gli anni sessanta e settanta, che vennero reclutati da Carmine Galante, boss della Famiglia Bonanno, che li usò per rilevare pizzerie e ristoranti italiani, che svolgevano un ruolo centrale nel coprire l'importazione dell'eroina da Palermo. I membri di spicco tra questi siciliani erano Salvatore Catalano, Cesare Bonventre e Baldassare “Baldo” Amato, che formavano la fazione siciliana della Famiglia Bonanno, ed erano chiamati "zips" dagli esponenti di cosa nostra statunitense di basso rango perché parlavano così velocemente in siciliano. Molti di loro si stabilirono a Knickerbocker Avenue, una strada di Brooklyn, territorio controllato da Pietro Licata, capodecina della Famiglia Bonanno.
Nel 1976 Salvatore Catalano divenne un capodecina dopo aver assassinato Licata, il quale vietava ai suoi uomini di partecipare al traffico di droga: gli "zips", guidati da Catalano, avevano preso il sopravvento a Knickerbocker Avenue; nel 1979 gli "zips" parteciparono anche all'assassinio di Carmine Galante perché il boss era diventato particolarmente avido nei loro confronti. Dopo l'omicidio di Galante, Catalano divenne per breve tempo il capo ad interim della Famiglia Bonanno ma venne sostituito perché gli riusciva difficile svolgere il suo lavoro in inglese.

### I legami all'interno dicosa nostra
Nel 1978 il boss Gaetano Badalamenti fu espulso dalla "Commissione" di Cosa Nostra dai Corleonesi di Totò Riina e si trasferì in Brasile, soggiornando a San Paolo, da dove continuò ad inviare negli Stati Uniti eroina da Palermo e cocaina dal Sudamerica, in stretto collegamento con Salvatore Catalano ed altri personaggi della sua fazione (Giuseppe Ganci, Salvatore Mazzurco e Salvatore Lamberti), nonostante facessero parte di "famiglie" legate ai Corleonesi, acerrimi nemici di Badalamenti. Dopo la seconda guerra di mafia (1981-1984), il traffico di eroina venne gestito da mafiosi appartenenti alle Famiglie perdenti che, con il benestare del Corleonesi, erano in affari con la Famiglia Gambino di Brooklyn, come venne dimostrato dalla successiva operazione antidroga "Iron Tower" del 1988.

## Le indagini dell'FBI

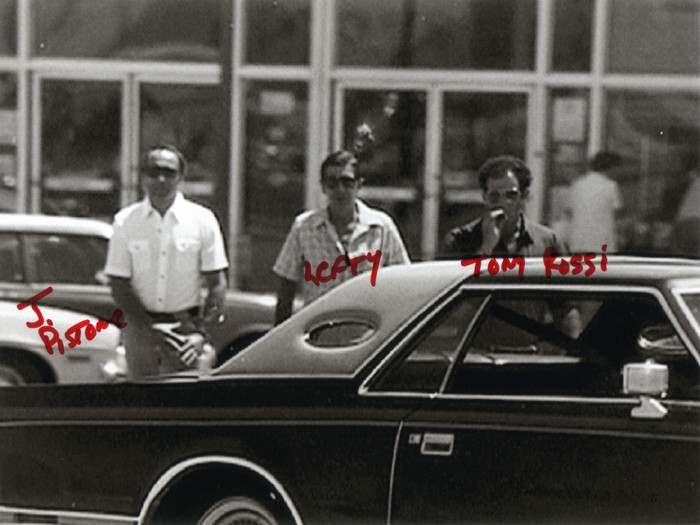
Una foto scattata dall'FBI durante un pedinamento: gli agenti infiltrati Joseph Pistone (alias Donnie Brasco, a sinistra) ed Edgar Robbs (alias Tony Rossi, a destra) insieme a Benjamin "Lefty" Ruggiero (al centro), un pregiudicato della Famiglia Bonanno.

Dopo l'assassinio di Carmine Galante, l'FBI iniziò le indagini, che vennero condotte dagli agenti Charles Rooney e Carmine Russo, partendo dal ritrovamento all'aeroporto J.F. Kennedy di New York di alcune valigie piene di eroina provenienti da Palermo e alla precedente scoperta di due valigette contenenti 500.000 dollari all'aeroporto di Palermo-Punta Raisi: i due ritrovamenti erano avvenuti a distanza di qualche giorno nel giugno 1979.
Si trattò dell'indagine più complessa mai intrapresa dall'FBI: furono sorvegliati decine di mafiosi, anche ricorrendo agli agenti infiltrati Joseph Pistone ed Edgar Robbs (che agivano sotto copertura con i falsi nomi di Donnie Brasco e Tony Rossi), e si scoprì che gli "zips" usavano le loro pizzerie e ristoranti come terminale del traffico di eroina. Infatti l'FBI collaborò anche con la DEA, che, sempre attraverso alcuni agenti sotto copertura, contattò uno spacciatore italo-americano di Philadelphia, Benny Zito, il quale fece da intermediario con la "fazione siciliana" della Famiglia Bonanno capeggiata da Salvatore Catalano per l'acquisto di una grossa partita di eroina. Gli incontri di Zito con i suoi compari consentirono agli agenti di monitorare i movimenti di Giuseppe "Joe" Ganci (socio di Catalano nella gestione di diverse pizzerie) e di Gaetano "Tommy" Mazzara (proprietario di un'altra pizzeria), che si incontravano ripetutamente con Salvatore Mazzurco e i suoi soci, i cugini Giuseppe e Salvatore Lamberti, i quali risultarono essere i fornitori della droga richiesta da Zito. Inoltre l'FBI avviò una collaborazione con la polizia italiana (in particolare con la Questura di Palermo, la Guardia di Finanza e la Criminalpol) e con i giudici Giovanni Falcone e Giusto Sciacchitano (che avviarono numerose rogatorie negli Stati Uniti per sentire testimoni ed acquisire prove, le quali confluiranno poi nel primo grande processo a Cosa nostra, il cosiddetto maxi processo di Palermo): i poliziotti italiani riuscirono a pedinare e a fotografare Gaetano Mazzara e Giuseppe Ganci, arrivati a Palermo dagli Stati Uniti per negoziare l'acquisto dell'eroina dai loro "soci" siciliani: Carlo Castronovo, Leonardo Greco, Giuseppe Soresi e Filippo Nania, tutti mafiosi di rango legati ai Corleonesi.
L'FBI intercettò anche migliaia di conversazioni telefoniche, effettuate spesso da cabine telefoniche pubbliche, e dovette ricorrere ad un team di traduttori esperti perché la maggior parte dei dialoghi avvenivano in siciliano: vennero intercettate anche le telefonate di Gaetano Badalamenti, che allora si trovava in Brasile, il quale parlava in codice con alcuni "zips" appartenenti alla fazione di Catalano, ossia Salvatore Mazzurco e Salvatore Lamberti, riferendosi all'acquisto di spedizioni di cocaina ed eroina.
Nel 1984, sempre attraverso intercettazioni telefoniche, l'FBI scoprì che Badalamenti aveva programmato un incontro a Madrid con il nipote Pietro "Pete" Alfano, proprietario di una pizzeria ad Oregon, in Illinois, e considerato il "punto di contatto principale negli Stati Uniti" per il traffico di eroina perché risultato anche lui in stretto contatto telefonico con Mazzurco e Lamberti. L'8 aprile 1984 a Madrid gli agenti dell'FBI e quelli delle polizie italiana e spagnola arrestarono Badalamenti e il figlio Vito insieme a Pietro Alfano; il 15 novembre gli arrestati furono estradati negli Stati Uniti. Il 9 aprile vennero arrestati 24 presunti criminali appartenenti al gruppo degli "zips" negli Stati Uniti, altri sei mafiosi vennero presi in Italia e due (Adriano Corti e Franco Della Torre, considerati le menti finanziarie dell'organizzazione) in Svizzera, coinvolti in quello che divenne noto come il caso "Pizza Connection".

## I processi

### Il processo di New York
Il processo contro Badalamenti e gli altri 18 imputati iniziò il 24 ottobre 1985 a New York. Prima e durante il processo, cosa nostra statunitense scatenò una vendetta contro gli "zips" imputati, da loro particolarmente odiati: il 16 aprile 1984 Cesare Bonventre venne ucciso e fatto a pezzi nel New Jersey; il 26 novembre 1986 scomparve il mafioso siciliano Gaetano "Tommy" Mazzara, accusato di essere uno dei terminali statunitensi del traffico di eroina, e venne ritrovato soltanto il 2 dicembre in una strada di Brooklyn, chiuso in un sacco della spazzatura, con due fori di proiettile sulla nuca e il corpo orrendamente sfigurato; l'11 febbraio 1987 Pietro Alfano venne ferito gravemente da degli spari nel quartiere Greenwich Village di New York e rimarrà paralizzato.
Il processo durò quasi due anni ed è stato il più lungo nella storia giudiziaria degli Stati Uniti; furono ascoltati oltre 250 testimoni e l'accusa presentò conversazioni intercettate, migliaia di documenti, parecchi chili di eroina sequestrata e una serie di armi che gli agenti federali avevano sequestrato quando arrestarono gli imputati. I testimoni più importanti furono i mafiosi pentiti Tommaso Buscetta e Salvatore Contorno, fatti venire dall'Italia a seguito di un accordo con i magistrati italiani, i quali descrissero Cosa Nostra e il suo ruolo nel traffico di droga; in particolare Buscetta affermò che non gli risultava un coinvolgimento di Badalamenti nel traffico di eroina mentre Contorno testimoniò che nel 1980 era presente ad una riunione tenutasi a Bagheria per organizzare la spedizione di una grande quantità di eroina (circa 40 kg) negli Stati Uniti, che però venne poi sequestrata a Cedrate di Gallarate mentre stava per raggiungere l'aeroporto di Linate, e tra i presenti all'incontro c'erano anche alcuni degli imputati al processo indicati come gli organizzatori del traffico: Salvatore Greco (fratello del boss di Bagheria Leonardo), Giuseppe Ganci, Gaetano Mazzara, Salvatore Catalano e Francesco Castronovo. Un altro importante testimone fu l'ex agente infiltrato Joseph Pistone (alias Donnie Brasco), il quale testimoniò in aula di aver saputo che l'organizzazione in cui si era infiltrato, ossia la fazione della Famiglia Bonanno guidata dal boss Dominick "Sonny Black" Napolitano, aveva stretto un'alleanza con la fazione siciliana capeggiata da Salvatore Catalano.
Il pubblico ministero del processo fu il procuratore Louis J. Freeh, che diverrà direttore dell'FBI, coordinato dal procuratore federale Rudolph Giuliani.
Il processo terminò il 22 giugno 1987. Poco prima di riunirsi in camera di consiglio per il verdetto, uno dei giurati chiese e ottenne di abbandonare l'incarico, perché la sua famiglia aveva ricevuto telefonate minatorie, nonostante l'identità dei dodici giudici popolari fosse stata tenuta segreta per tutto il procedimento. Gaetano Badalamenti e Salvatore Catalano vennero condannati a 45 anni di carcere mentre Joseph Lamberti a 30 anni, Salvatore Mazzurco a 20 anni per traffico di droga e a 15 per conspiracy (associazione a delinquere), Sam Evola e Pietro Alfano a 15 anni, Emanuele Palazzolo a 12 anni. L'unico assolto di tutti gli imputati fu Vito Badalamenti, il figlio di Gaetano.

### Il processo di Palermo
Il caso "Pizza connection" venne inserito nella sentenza-ordinanza del procedimento "Abbate Giovanni + 706" (il cosiddetto "Maxiprocesso di Palermo") con cui il pool antimafia di Palermo rinviava a giudizio numerosi imputati dell'inchiesta americana: Pietro Alfano, Salvatore e Onofrio Catalano, Giovanni Cangialosi, Francesco Castronovo, Lorenzo De Vardo, Calogero Lauricella, Salvatore Mazzurco e Francesco Polizzi. 
Il 16 dicembre 1987 venne pronunciata la sentenza di primo grado del Maxiprocesso, che condannava Pietro Alfano a 5 anni di carcere, Salvatore e Onofrio Catalano e Francesco Castronovo a 17 anni mentre Lorenzo De Vardo venne assolto.

### Il processo di Roma
Uno stralcio d'indagine della "Pizza connection" portò ad un processo che si aprì a Roma nel settembre 1984, che vedeva imputati boss mafiosi e riciclatori di denaro sporco che si muovevano tra Sicilia, Lombardia, Svizzera e Stati Uniti: i siciliani Giuseppe e Alfredo Bono, Nicolò ed Antonino Salamone, Salvatore ed Antonino Enea, il napoletano Michele Zaza e Salvatore Amendolito, uno degli "addetti" al riciclaggio in Svizzera che stava collaborando con le autorità americane; vennero tutti condannati a pene fino a 15 anni di reclusione.

### Il processo di Lugano
Un altro processo alla "Pizza connection" si aprì a Lugano l'8 settembre 1985, che vedeva l'accusa rappresentata dal pubblico ministero Paolo Bernasconi e come imputati i principali riciclatori di denaro sporco in Svizzera: i ticinesi Adriano Corti, Franco Della Torre ed Enrico Rossini, i turchi Musululu Yasar Avni e Paul Eduard Waridel e il boss mafioso Vito Roberto Palazzolo, considerato "il cassiere di Cosa Nostra", il quale venne condannato a tre anni di prigione.

## Personaggi coinvolti

### Stati Uniti d'America
- Pietro Alfano - alias "Pete" o "Il nipote", di Oregon (Illinois). Mafioso siciliano e nipote di Gaetano Badalamenti. Arrestato a Madrid, in Spagna, nel 1984, mentre incontrava lo zio. Vittima di un agguato a colpi di arma da fuoco mentre faceva shopping al Greenwich Village l'11 febbraio 1987, un mese prima dell'annuncio del verdetto del processo, rimase paralizzato. Alla fine fu condannato a 15 anni e scontò 7 anni.
- Salvatore Catalano - alias "Totò" o "The Baker". Mafioso siciliano e caporegime della famiglia Bonanno. Indicato da Buscetta come "uomo d'onore" della famiglia di Ciminna, in provincia di Palermo[5]. Condannato a 45 anni, è uscito dal carcere nel 2009 ed è tornato in Sicilia[59].
- Baldassarre Amato - alias "Baldo", di Brooklyn. Mafioso siciliano originario di Castellammare del Golfo, in provincia di Trapani, e caporegime della famiglia Bonanno. Non condannato fino al 3 maggio 1988, un ritardo di 14 mesi reso possibile dal suo avvocato. Amato è stato condannato a 5 anni e a 3 mesi di cauzione condizionale. Alla fine è stato liberato, ma è stato recentemente condannato per omicidio e sta scontando l'ergastolo.
- Cesare Bonventre - alias "The Tall Guy". Mafioso siciliano originario di Castellammare del Golfo, in provincia di Trapani, e caporegime della famiglia Bonanno, assassinato nel 1984 prima del processo.
- Giovanni Cangialosi - alias "Johnny". Baldwin, di Long Island. Mafioso siciliano. Condannato a 12 anni.
- Filippo Casamento - alias "Tizio", di Brooklyn. Mafioso siciliano e socio della famiglia Bonanno. Condannato a 30 anni. Casamento è stato infine rilasciato, ma all'inizio del 2008 è stato nuovamente incriminato per attività criminali nell'operazione Old Bridge che colpiva i mafiosi in Sicilia e in America[60].
- Frank Castronovo - alias "Ciccio l'americano", di Parlin (New Jersey). Mafioso siciliano e cognato di Tommy Mazzara, nonché cugino di Carlo Castronovo[61]. Condannato a 25 anni.
- Gaetano Mazzara - alias "Tommy", di Sayreville. Mafioso siciliano, secondo la testimonianza di Buscetta e Contorno era "uomo d'onore" della famiglia della Noce[5]. Assassinato il 1º dicembre 1985 durante il processo.
- Salvatore Mazzurco - alias "The Little One" o "The Cousin". Mafioso siciliano. Condannato a 20 anni per conspiracy e 15 anni per la legge RICO.
- Onofrio Catalano - alias "Oliviero". Mafioso siciliano e cugino di Salvatore. Indicato da Buscetta come "uomo d'onore" della famiglia di Ciminna, in provincia di Palermo[5].
- Lorenzo De Vardo - alias "Larry", del Queens. Mafioso siciliano. Condannato a 4 anni per possesso di arma da fuoco.
- Samuel Evola - alias "Salvatore" o "Sam". di Temperance (Michigan). Mafioso siciliano e nipote di Gaetano Badalamenti. Membro della famiglia di Detroit. L'ultimo giorno del processo Evola ha deciso di dichiararsi colpevole e ha avuto 15 anni.
- Giuseppe Ganci - alias "Joe", "Pino" o "Bufalone". Mafioso siciliano, socio di Salvatore Catalano in numerose pizzerie. È indicato da Buscetta come "uomo d'onore" della famiglia di San Giuseppe Jato, in provincia di Palermo[5]. Morto di cancro prima dell'inizio del processo, l'11 febbraio 1986.
- Salvatore Greco, di Oakhurst (New Jersey). Mafioso siciliano e fratello di Leonardo, boss di Bagheria. Condannato a 20 anni.[48]
- Giuseppe Lamberti - alias "Il cognato". Mafioso siciliano, cognato di Mazzurco e cugino di Salvatore. Indicato da Buscetta come "uomo d'onore" della famiglia di Borgetto, in provincia di Palermo[5]. Condannato a 30 anni.
- Salvatore Lamberti - alias "Totò", di Woodmere (New York). Mafioso siciliano e cugino di Giuseppe. Indicato da Buscetta come "uomo d'onore" della famiglia di Borgetto, in provincia di Palermo[5]. Condannato a 20 anni per conspiracy.
- Giovanni Ligammari - alias "Johnny", di Saddle River (New Jersey). Mafioso siciliano, condannato a 15 anni. Dopo il suo rilascio nel 1995 dopo aver scontato 8 anni, è tornato nella sua casa della contea di Bergin, nella periferia di New Jersey, dove ha vissuto fino a quando lui e suo figlio Pietro sono stati trovati impiccati nel seminterrato della casa il 21 maggio 1999. È stato dichiarato un doppio suicidio[62].
- Emmanuele Palazzolo - alias "Manny" o "Il cognato", di Milton (Wisconsin). Mafioso siciliano e nipote di Gaetano Badalamenti, nonché cognato di Pietro Alfano. Condannato a 12 anni per conspiracy.
- Francesco Polizzi - alias "Frank" o "Ciccio", di Belleville (New Jersey). Caporegime della famiglia DeCavalcante e mafioso siciliano. Condannato a 20 anni. Attualmente deceduto.
- Salvatore Salamone - alias "Sal", di Freeland (Pennsylvania). Mafioso siciliano, è stato assolto dalle accuse di traffico di droga, ma condannato per violazioni valutarie che hanno portato fino a 5 anni di carcere. Successivamente è stato nuovamente processato con l'accusa di traffico di armi, condannato e condannato a 18 anni.
- Giuseppe Trupiano - alias "Joe", di Olney (Illinois). Mafioso siciliano e nipote di Gaetano Badalamenti. Condannato a 1 anno per associazione a delinquere.
- Giuseppe Vitale - alias "Joe", di Paris (Illinois). Mafioso siciliano e nipote di Gaetano Badalamenti. Condannato a 5 anni.
- Salvatore Amendolito - Washington. Consulente finanziario italo-americano con ufficio a New York, si occupava di trasferire il denaro sporco dagli Stati Uniti alla Svizzera in collegamento con Oliviero Tognoli. Nel 1983 divenne un informatore sotto copertura dell'FBI e poi testimone in diversi processi[63].

### Italia
- Gaetano Badalamenti - alias "Don Tano", "Lo zio" o "Il vecchio". Cinisi, Palermo. Mafioso siciliano e capo della famiglia di Cinisi. Condannato a 45 anni, è morto in un ospedale carcerario americano nel 2004.
- Leonardo Greco - Bagheria, Palermo. Mafioso siciliano e capo della famiglia di Bagheria, fratello di Salvatore. Era socio dell'imprenditore bresciano Oliviero Tognoli, di cui si serviva per riciclare il denaro sporco.
- Carlo Castronovo - Bagheria, Palermo. Mafioso siciliano e cugino di Frank Castronovo. È indicato da Contorno come "uomo d'onore" di Bagheria[61].
- Nunzio La Mattina - Porta Nuova, Palermo. Mafioso siciliano e membro di spicco della famiglia di Porta Nuova, era stato prima uno dei vertici del contrabbando di tabacchi, e poi, uno degli elementi di maggior spicco nel traffico di stupefacenti. Anzi, secondo il Buscetta, era stato proprio il La Mattina ad iniziare il traffico della morfina base con il Medio Oriente e la creazione in Sicilia di laboratori per la produzione di eroina. Si recava regolarmente in Svizzera per trattare partite di morfina base da acquistare presso Musullulu Yasar Avni. Venne ucciso a Palermo nel 1983[64].
- Antonino Rotolo - alias "Roberto" o "Carlo". Pagliarelli, Palermo. Mafioso siciliano e capo della famiglia del quartiere Pagliarelli di Palermo, accompagnava spesso Nunzio La Mattina in Svizzera e s'intressava anche per conto di altre famiglie della compravendita di morfina base sempre presso Yasar Avni[4].
- Faro Lupo - Cinisi, Palermo. Mafioso siciliano, nipote di Randazzo che visse con Alfano fino al 1984 quando tornò in Europa.
- Filippo Salamone - mafioso siciliano, imparentato con Salvatore.
- Filippo Nania - alias "Fifiddu". Partinico, Palermo. Mafioso siciliano e costruttore edile. Indicato da Buscetta come vicecapo della famiglia di Partinico. Risultò in contatto con Gaetano Mazzara.
- Giuseppe Soresi - Borgetto, Palermo. Mafioso siciliano della "famiglia" di Borgetto, in provincia di Palermo. Sospettato di traffico di eroina con i fratelli Lamberti, suoi soci americani.
- Oliviero Tognoli - Concesio, Brescia. Imprenditore nel settore dei materiali ferrosi e riciclatore di denaro sporco. Consulente finanziario e investitore di Leonardo Greco e altri boss di Cosa Nostra, per i quali deteneva numerosi conti bancari svizzeri[65].

### Svizzera
- Franco Della Torre - Chiasso, Canton Ticino. Agente di cambio del Credit Suisse di Lugano, coinvolto in operazioni di riciclaggio[66].
- Enrico Rossini - Lugano, Canton Ticino. Proprietario di una società finanziaria, coinvolto insieme a Della Torre nella movimentazione del denaro sporco da New York alla Svizzera e viceversa[4].
- Musullulu Yasar Avni - Küsnacht, Canton Zurigo. Mafioso turco, era titolare di una ditta di trasporti marittimi con uffici a Zurigo ma in realtà risultò il principale fornitore di morfina base a Cosa Nostra[4].
- Paul Eduard Warìdel - Zurigo, Canton Zurigo. Commerciante d'arte di origini turche. Braccio destro di Yasar Avni, era il tramite tra la mafia turca e siciliana[66][4].
- Vito Roberto Palazzolo - Partinico, Palermo. Mafioso siciliano e riciclatore di denaro sporco residente in Germania Ovest e poi in Sudafrica e coinvolto in operazioni bancarie svizzere[66].
- Adriano Corti - Bellinzona, Canton Ticino. Agente di cambio, divenne un informatore sotto copertura della polizia svizzera e contribuì ad arrestare diversi mafiosi turchi che importavano eroina[67].